# Vaux-lès-Palameix
Vaux-lès-Palameix település Franciaországban, Meuse megyében. Lakosainak száma 59 fő (2022. január 1.). Vaux-lès-Palameix Dommartin-la-Montagne, Lacroix-sur-Meuse, Mouilly, Ranzières, Saint-Remy-la-Calonne és Troyon községekkel határos.

## Népesség
A település népessége az elmúlt években az alábbi módon változott:
| Lakosok száma | 54   | 43   | 26   | 46   | 45   | 56   | 57   | 60   | 59   | 59   |
|               | 1968 | 1990 | 1999 | 2011 | 2013 | 2016 | 2017 | 2019 | 2020 | 2022 |